# Sarraceniaceae
Sarraceniaceae é uma família pertencente à ordem Ericales, são plantas carnívoras que crescem em solos muito ácidos e pobres em nutrientes, e por isso usam insetos para complementar sua nutrição. 
Atraem o mesmo a partir do cheiro do seu néctar e acabam aprisionando-os, sendo digeridos por enzimas misturadas na água contida na estrutura da armadilha da planta. É uma família composta de 39 espécies que se espalham pela América do Sul e América do Norte, sendo 1 Darlingtonia, 23 Heliamphora e 15 Sarracenia.

## Relações filogenéticas e taxonomia
O resultado da análise dos dados filogenéticos da família Sarraceniaceae apoiaram o consenso de que os 3 gêneros são taxonomicamente monofiléticos, sendo Darlingtonia grupo irmão de Heliamphora + Sarracenia.
As análises também inferem que a família originou-se na América do Sul, tendo uma distribuição mais tarde pela América do Norte.

Eventos climáticos globais múltiplos, desde o resfriamento no fim do Eoceno até a glaciação no Pleistoceno deram forma a biogeografia e distribuição de Sarracineaceae. Além da relação dentro da própria família, uma outra grande mudança foi colocar Roridula como sendo um grupo irmão de Actinidia, e o aspecto importante dessa mudança é colocar Roridula e Sarracineaceae numa perspectiva evolutiva de velocidade. Dessa forma, Actinidiaceae, uma família com aproximadamente 360 espécies em 3 gêneros teve que evoluir após a divisão com Roridula, e isso teve de ocorrer depois que ambos se separaram de Sarracineaceae.

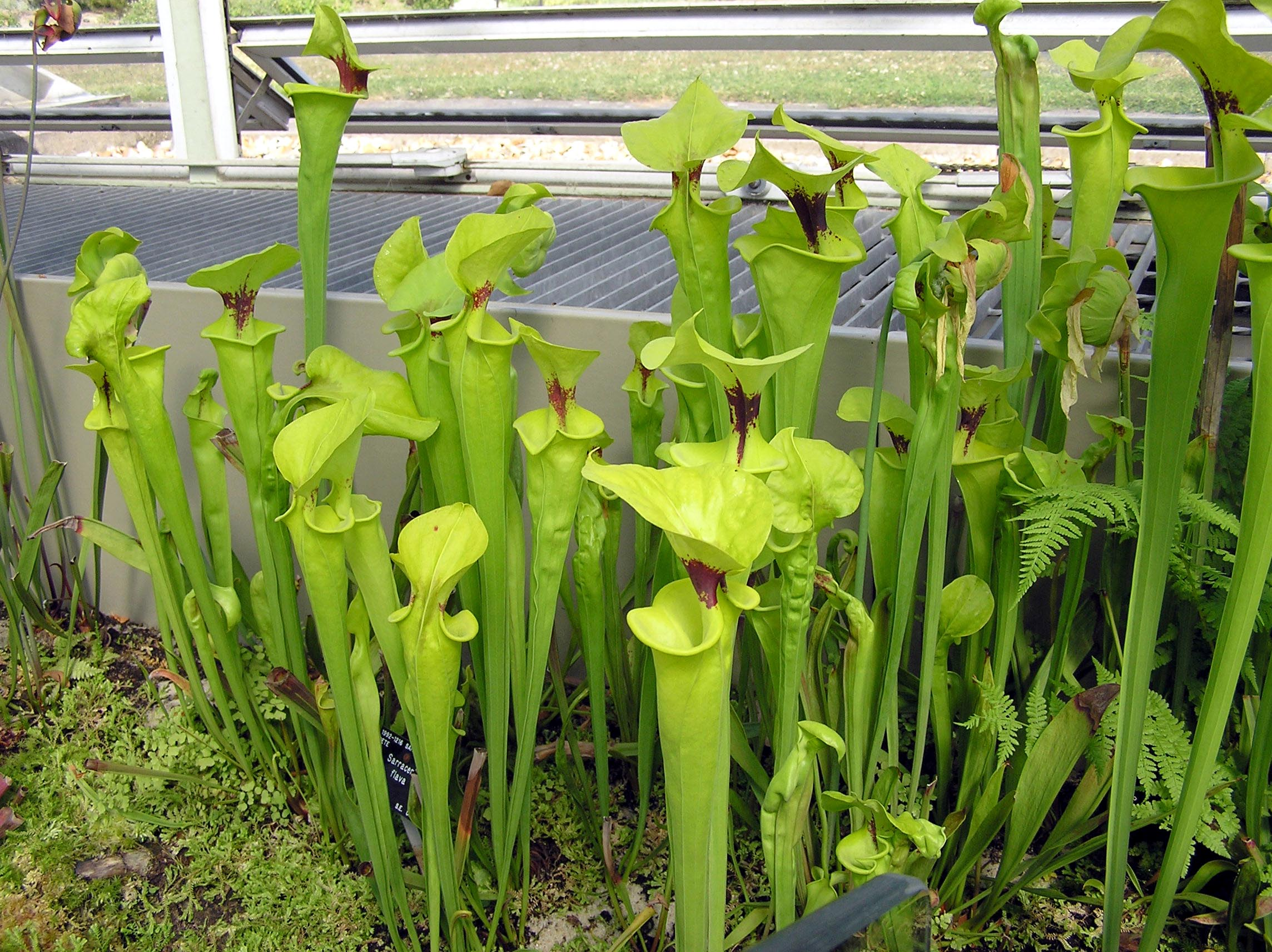
Sarracenia flava
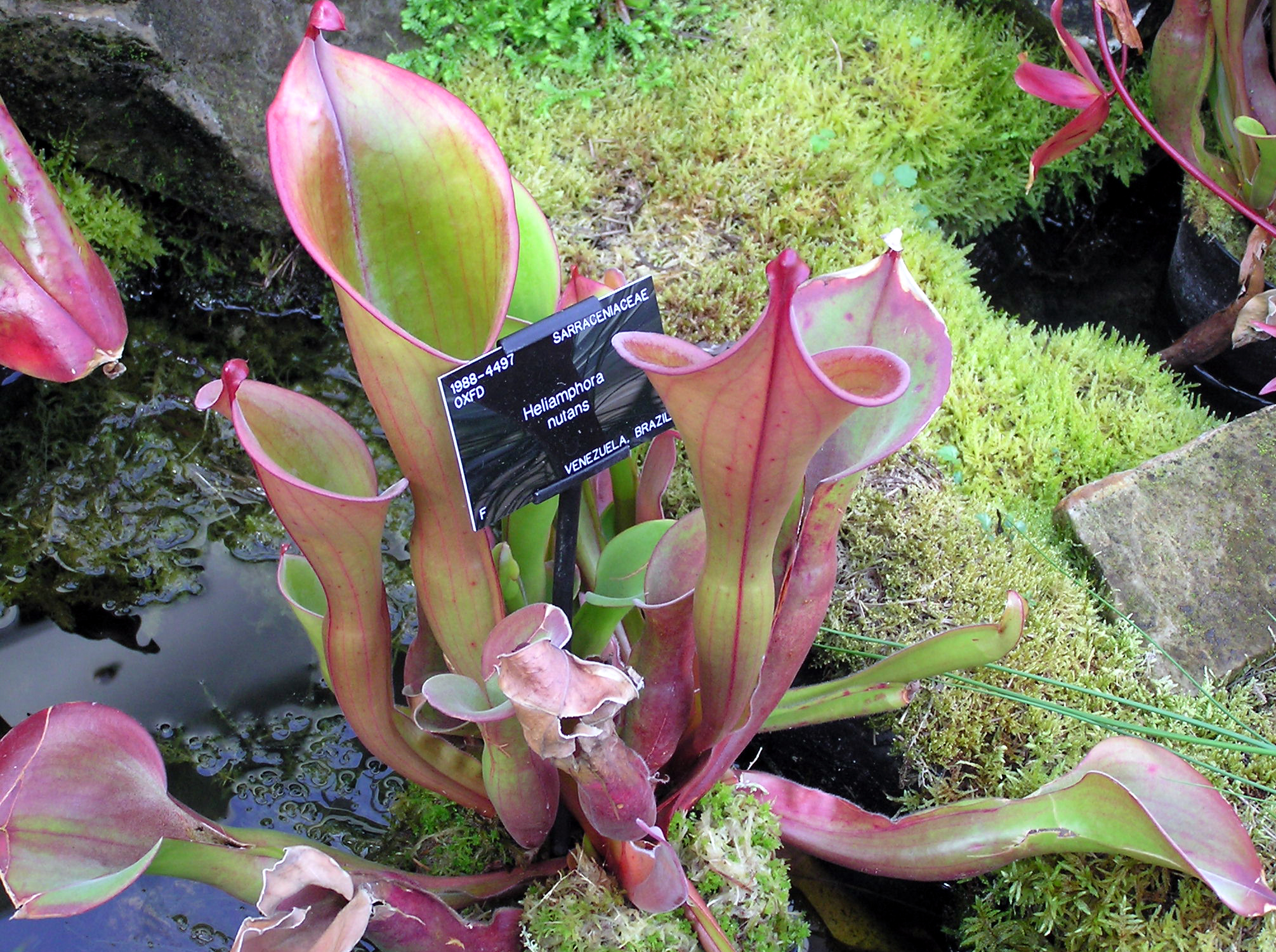
Heliamphora nutans
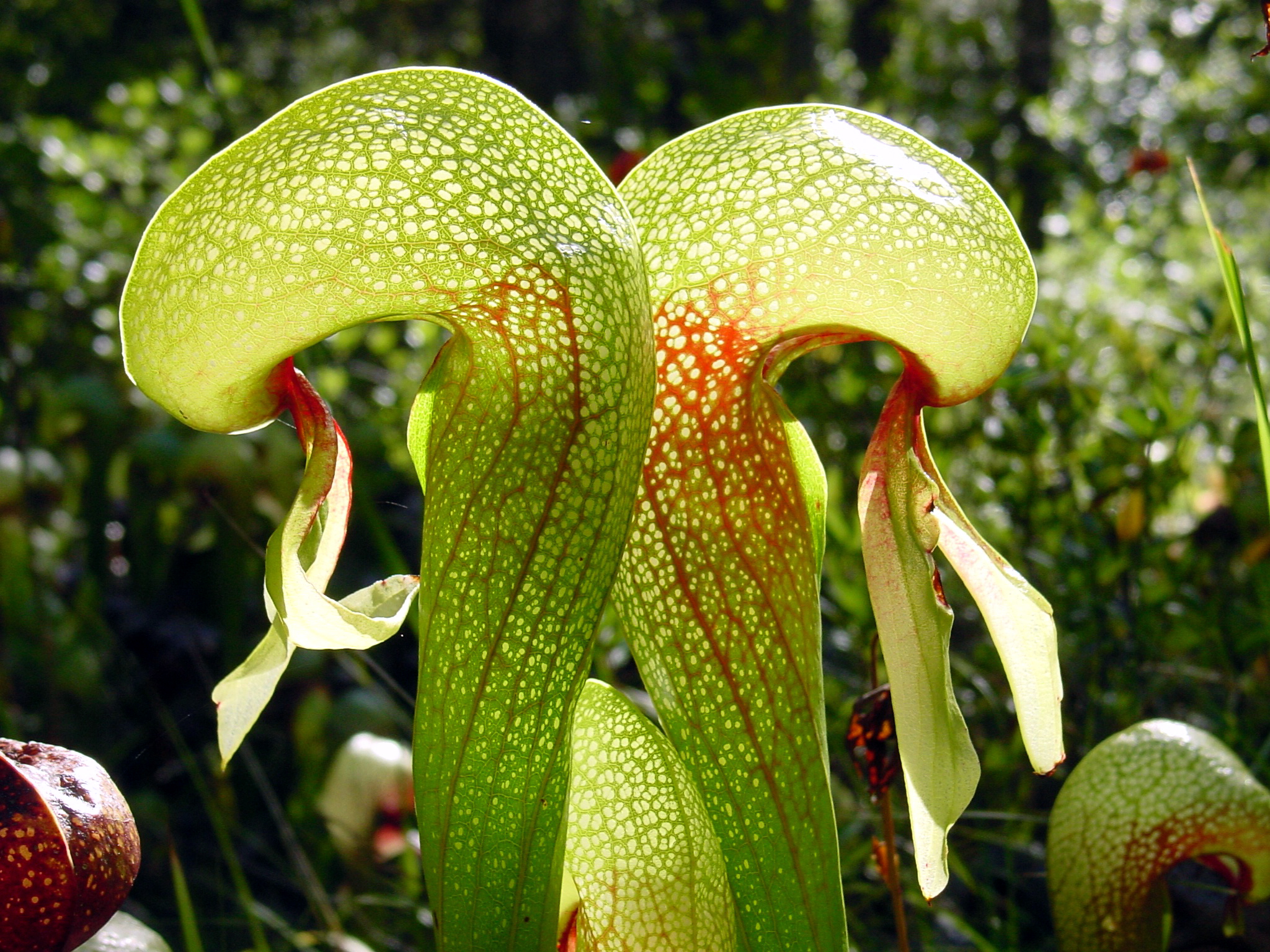
Darlingtonia californica

## Morfologia[3]
Essa família de vegetais é carnívora e possuem um ciclo de vida longo (perene), suas raízes são fibrosas e não possui muitas ramificações sendo um tanto frágeis, nesse grupo também pode se desenvolver rizomas, que é um tipo de caule que cresce horizontalmente.

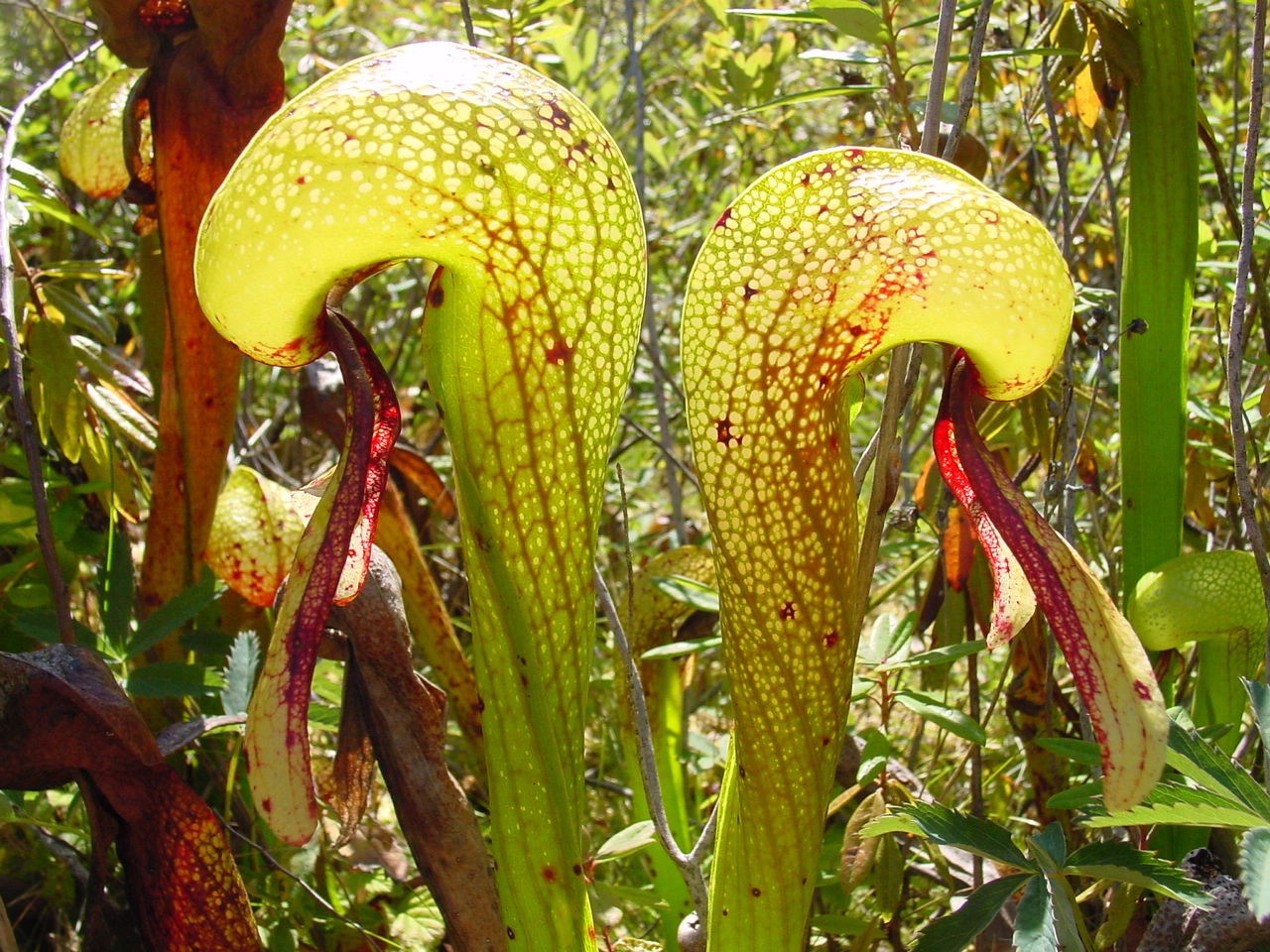
Armadilha utilizada na predação.

A sua capacidade de predação se da pela alteração que se tem em suas folhas, ao longo do processo evolutivo foram se modificando em verdadeiras armadilhas no qual na maioria das vezes capturam-se insetos, dependendo da espécie pode partir-se uma única asa ventral (ordens Sarracenia e Darlingtonia) ou duas alas com margens ciliadas (ordem Heliamphora). Independente da forma tubular da folha modificada tanto um como o outro possuíram o pecíolo curto e uma graduação de alargamento na parte tubular, a região média é inflada e oca, com o acume da folha alterado em uma forma de copo possuindo uma camada acima como um capuz. Como resultado se tem uma folha totalmente adaptada para predação de insetos com um formato de uma espécie de jarra. Para atrair os invertebrados a parte externa do vaso contem glândulas nectaríferas que excretam substâncias que atraem os animais até a estrutura da jarra. A sua parte interior possui uma solução com função digestiva, a faixa mediana é forrada por cerdas com pelos retrógrados. 
A inflorescência dessa família irá ser do tipo racemoso, havendo uma variação dependendo do gênero, Darlingtonia e Sarracenia terão flores solitárias enquanto Heliamphora terá até dez flores, mas ambas serão actinomorfas e bissexuais. 
Por fim, as suas frutas possuem uma cápsula seca e inúmeras sementes pequenas para reprodução aladas ou com testículos. 

## Ocorrência no Brasil
A família Sarraceniaceae é nativa do Brasil mas não é endêmica do nosso território, dentro dos gêneros somente a Heliamphora está presente no território brasileiro sendo todos os espécimes representados no Norte do país (Amazônia e Roraima) como mostrado na figura Abaixo.

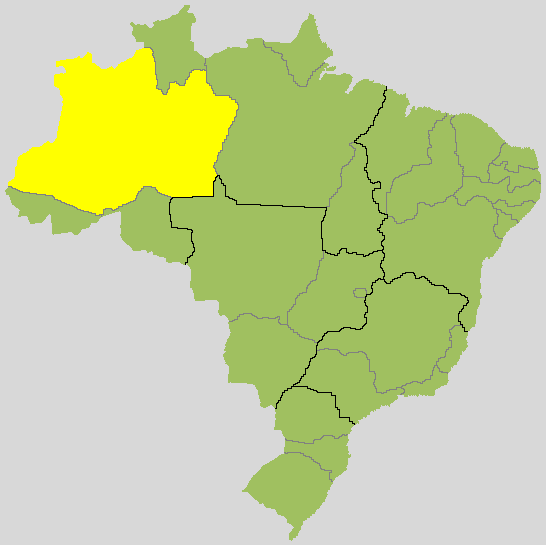
Estado do Amazonas no território brasileiro.

## Espécies Brasileiras
A ordem Heliamphora é representada por cinco espécies brasileiras sendo:
- Heliamphora ceraceae Nerz, Wistuba, Grantsau, Rivadavia, A. Fleischm. & S. McPherson;
- Heliamphora glabra (Maguire) Nerz, Wistuba & Hoogenstr;
- Heliamphora hispida Wistuba & Nerz;
- Heliamphora neblinae Maguire;
- Heliamphora nutans Benth.